# Dendropsophus microcephalus
Dendropsophus microcephalus és una espècie de granota que viu a Belize, el Brasil, Colòmbia, Costa Rica, Guaiana Francesa, Guatemala, Guyana, Hondures, Mèxic, Nicaragua, Panamà, Surinam, Trinitat i Tobago, Veneçuela i, possiblement també, a Bolívia, El Salvador i el Perú.